# Manfred Haase
Manfred Haase (* 19. Juli 1935) ist ein ehemaliger deutscher Fußballspieler des SC Motor Karl-Marx-Stadt, dem Vorläufer des Chemnitzer FC. Für den SC Motor spielte er zwei Spielzeiten in der DDR-Oberliga, der höchsten Spielklasse des DDR-Fußball-Verbandes.

## Sportliche Laufbahn
Mit 21 Jahren gab Haase beim SC Motor Karl-Marx-Stadt seinen Einstand in der DDR-Oberliga. In der Begegnung des 18. Spieltages der Saison 1956 SC Wismut Karl-Marx-Stadt/Aue – SC Motor (2:0) am 9. September wurde er in der 75. Minute für den Linksaußenstürmer Joachim Speck eingewechselt. Nach einer weiteren Einwechslung am 22. Spieltag wurde er in den letzten drei Saisonpunktspielen von Beginn an als rechter Mittelfeldspieler eingesetzt. In der Oberligasaison 1957 etablierte sich Haase als Stammspieler, er bestritt 23 der 26 ausgetragenen Punktspiele und wurde hauptsächlich als linker Verteidiger eingesetzt. Am Saisonende stand der SC Motor als Absteiger in die I. DDR-Liga fest. In der Zweitligasaison 1958 verletzte sich Haase bereits nach zehn Punktspielen so schwer, dass er für den Rest der Spielzeit ausfiel. Der SC Motor wurde indes in der I. DDR-Liga durchgereicht und stieg binnen eines Jahres erneut ab, in die II. DDR-Liga. Wieder einsatzfähig erkämpfte sich Haase 1959 seinen Stammplatz als linker Abwehrspieler zurück und verhalf dem SC Motor maßgeblich zum sofortigen Wiederaufstieg in die I. DDR-Liga. Obwohl erst 25 Jahre alt, spielte Haase in der Saison 1960 keine Rolle mehr in der Stammelf des SC Motor. Er kam nur noch viermal in den Punktspielen der I. DDR-Liga zum Einsatz, davon war er in zwei Begegnungen nur Einwechselspieler. Am 1. Spieltag der Saison 1961/62 bestritt er sein letztes Pflichtspiel für die Karl-Marx-Städter. Von 1956 bis 1961 war er damit auf etwa 70 Einsätze gekommen, darunter waren 28 Oberligaspiele, in denen er zwei Tore erzielte.